# نقشبندية

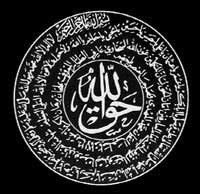

الطريقة النقشبندية هي واحد من أكبر الطرق الصوفية والتي تنتسب إلى محمد بهاء الدين نقشبند واشتق اسمها منه، ومن ثم عرفت به. الطريقة النقشبندية هي الطريقة الوحيدة التي تدّعي تتبع السلسلة الروحية المباشرة مع نبي الإسلام محمد من خلال أبي بكر الصديق وبذلك تكون تلك الطريقة مرتبطة بطريق غير مباشر بعلي بن أبي طالب عن طريق جعفر الصادق. تختلف بقية الطرق عن تلك الطريقة بأن سلسلتها خلال علي.

## تاريخ
مرت النقشبندية بمراحل كثيرة عبر تطورها التاريخي. وثمة علاقات ربطتها بغيرها من الطرق الصوفية، وكذا التيارات الروحية التي انتشرت في البلاد الإسلامية، ومن الممكن أن نطلق على المرحلة الأولى في تاريخ النقشبندية مرحلة النشأة والتطور أو اليسوية والنقشبندية، فثمة علاقة وثيقة بين الطريقتين ليس من حيث الطقوس والمراسم فحسب بل العقائد والأوراد والأذكار كذلك. فثمة مراحل تاريخية مرت بها النقشبندية، تميزت كل منها بميزة خاصة، وصبغتها بصبغة خاصة. وتتميز كل مرحلة عن غيرها من المراحل التي مرت بها عبر تاريخها. لقد مرت النقشبندية بثلاث مراحل رئيسية تتلخص فيما يلي.

### أولا: النقشبندية
يعد أول من أسس اليسوية هو أحمد يسوي المتوفى عام 1167م ونهج نهجاً صوفياً ذاع بين الأتراك. وكان لطريقته الصوفية مكانة في نفوس الشعب التركي في الفترة المبكرة من دخولهم في دين الله.ومن الكتاب من يقر بفضل الترك في ذيوع الطريقة اليسوية في البلاد. لأن أحمد يسوي سعى سعيه لنشر الإسلام عن طريق الترويج لتعاليم طريقته الصوفية. أثرت اليسوية تأثيراً عميقاً في النقشبندية، التي ازدهرت أولاً في التركستان، ثم الأناضول. وترجع صلة شيوخ النقشبندية بأحمد يسوي إلى أن الشيخ بهاء الدين نقشبند محمد البخاري، المعروف ب«شاة نقشبند»، نال الفيض على يد كل من الشيخ قاسم، والشيخ خليل آتا اللذان يعدان من شيوخ اليسوية. وأنه مضى مراحل طويلة إلى جانب خليل آتا. وبعد شاة نقشبند انتشرت النقشبندية بين أتراك التركستان. وضيقت ساحة نفوذ اليسوية التي كان لها الانتشار قبلها هناك.
فبعدما أسندت النقشبندية إلى الشيخ بهاء الدين نقشبند الذي نسبت له وتسمت بإسمه، حمل لواءها بعد أن حصل على العلم الصوفي على يد كبار شيوخ اليسوية، وراح ينشر تعاليم طريقته شرقا وغربا. وبوسعنا أن نقول إن اليسوية ظهرت في زي جديد، أونها اندمجت في النقشبندية. وساح بهاء الدين في البلاد لكي يروج لتعاليم طريقته. وتلك السياحة تعرف لدى الصوفية بالسياحة الروحية. وكثير من الطرق الصوفية الأخرى على علم بها. ولنا أن نقول إن النقشبندية ما هي إلا امتداد لليسوية في حقيقة أمرها. ونؤكد كلامنا على هذا بإيراد هذا الرأي حيث ذكر أن سلالة أحمد يسوي تنحدر من اثنين من مريدي زينجي آتا هما سيد آتا، وصادر آتا. أما عن خليفة سيد آتا فهو إسماعيل آتا كوزيانلي. واشتهر بعده ابنه إسحاق خواجه بين الأتراك. ثم جاء بعد إسحاق بقليل بهاء الدين نقشبند.وقد اجتمع الباحثين على أنها طريقة غالية في سنيتها. وليس ثمة أدنى شك في اتصال نسب بهاء الدين بسلسة خواجكان.
بعدما رحل بهاء الدين نقشبند عن الدنيا، انتشرت النقشبندية وذاع صيتها بين الشعب التركي في ربوع ما وراء النهر وخرسان. ومن ثم انحسر نفوذ اليسوية وضاقت ساحتها، وليس ثمة فروق واضحة بين الأسس والأصول المتبعة سواء في النقشبندية أول ما انتشرت في وسط آسيا وازدهرت وذاع صيتها وعلا قدرها في وقت وجيز في سائر مواطن الترك.
ولنا أن نقول أن المصادر التركية تجمع على أن ثمة تقارب بين أحمد يسوي وأفكار النقشبندية ويرجع هذا لما ذهب إليه كاتبنا الذي أورنا رأيه أنفا كما تثبت الحقائق التاريخية أن هناك اقتراب بين العنعنات اليسوية والنقشبندية وكلام هذا المؤلف يوضح أن كلتا الطريقتين لهما نفس المنهج الصوفي لاتحادهمافي الطقوس والعقائد والمراسم الصوفية وفي هذا دليل قوي على اتحادهما في المصدر يورد محمد ابن محمد الخاني نقلا عن محمد بهاء الدين نقشبند البخاري أنه قال "نمت ذات ليلة فرأيت حكيما آتا قدس سره وكان من آكابر مشايخ الترك وهو يوصي بدرويشا فلما أنتبه ظلت صورة الدرويش في مخيلته وكان لي جدة صالحة وقصصت عليها الرؤيا فعبرتها بأن سيكون لك يا ولدي من مشايخ الترك مصيرا " رأينا المؤلف في الرؤيا السابقة يذهب إلى أن بهاء الدين نقشبند تلقى الفيض وتعاليم التصوف عل يد الشيخ خليل آتا أحد شيوخ الطريقة اليسوية المشاهير ويورد لنا تلك القصة التي يرويها بهاء الدين نقشبند إلا أن فؤاد كوبرولي يكمل لنا تلك القصة على لسان بهاء الدين الذي يقول " وذات يوم حدث أن قابلت عن طرق المصادفة ذلك الدرويش الذي رأيت في منامي في أحد أسواق بخارى ولكنني لم أستطع لقاءه فهرولت من فوري إلى مجلسه بكل شوق وأردت أن أشرح له رؤياي القديمة فقصصتها عليه باللغة التركية يعلمها حق العلم وتصادف بعد ذلك أن نصب هذا الدرويش حاكما على بلد ما وراء النهر وتلقب بلقب السلطان خليل وعندئذ التقي بي فأظهر لي عطفه وشفقته ولقنني آداب وسلوك طريقته بالترغيب تارة وبالترهيب تارة أخرى وظللت على مقربة منه ستة أعوام ملازما له وتقدمت في مدراج التصوف كثيرا وظللت أرقى بفيض التصوف وسلوك الطريق ولزمت خدمة شيخي هذا ما دون الناس حتى أصبحت صفيه ونجيه المؤتمن على مكنون سره. وأخيرا أصبح سلطنت السلطان خليل حلالا طيبا له وذات لحظة من الزمن لم يبق أثر لها حيث أفناها الدهر ولم يعد لها من بقاء وعندما رأيت ذلك عزفت نفسي عن الدنيا وزهدت في زينتها وزخرفها ثم قدمت إلى بخارى واتخذت من أحد قراها مقاما ومستقرا لي ولعل هذا أقوى دليل نختتم به هذه الفقرة التي يؤكد فيها باحث الطرق اتصال اليسوية بالنقشبدية ونميل إلى هذا الرأي فتلك الرؤيا التي رأى ها بهاء الدين نقشبند بالشيخ اليسوي حكيما آتا وكان شيخ اليسوية على عصر بهاء الدين وتؤكد صلة بهاء الدين نقشبدن بشيوخ ودراويش اليسوية وكذا القصص التي تروى في هذا الصدد تدلنا على صحة المعلومات التي وردت فيها لأن بهاء الدين تربى على يديه من بعد وأخذ الفيض منه ونشر الطريقة التي لها الذيوع والانتشار من بعد حيث يؤكد كتاب الترك علاقة بهاء الدين نقشبند بشيوخ اليسوية فيرى فؤاد كبرولي أن النقشبندية انبثقت عن اليسوية وحملت ما حملت من التشابه في عاداتها وعقائدها ومراسيمها وطقوسها بل لنا أن نقول أنها تأسست على قواعد وأصول اليسوية وفي نظرنا أن فؤاد كوبرولي من الباحثين الثقات لأنه أرخ للتصوف التركي منذ نشأته وأثبت أن اليسوية فرضت نفوذها في الوطن التركي حتى ظهور النقشبندية في الوجود ورغم ازدهارها طبقت شهرت أحمد يسوي الأفاق وراجت النقشبندية من بعده في منطقة ما وراء النهر ثم انتقلت إلى خراسان وخوارزم ويجزم فؤاد كوبرولي بازدياد نشاط شيوخها إبان القرن العاشر للميلاد في وسط آسيا جنبا إلى جنب مع شيوخ القشبندية هذا نقلا عن كتاب الرشحات الذي يؤكد مؤلفه اتساع رقعة نفوذ شيوخ النقشبندية في آسيا الوسطى خلال القرنين التاسع والعاشر الميلادي بل يضيف إلى علمنا أن سلالة تيمور أولت الطريقة النقشبندية بالغ الأهمية في هذين القرنين ويشير إلى كتب التراجم ومؤلفات جيمي تؤكد ما يذهب إليه من رأي ويذكر أن كل الأمراء إبان حكم الشيبانين في القرن السادس عشر الميلادي عاشو في كنف شيوخ النقشبندية وأصبحو مريدين لهم وبذا وصلت النقشبندية إلى ذروت مجدها في كل بلاد ما وراء النهر.
والملاحظ لدينا أن النقشبندية تشبه إلى حد كبير الطريقة البكتاشية حيث أن البكتاشية ضمت في بنيتهاعدد من الطرق الصوفية التي كانت على عهدها أما النقشبندية فهي طريقة لها واقع خاص حيث أننا من خلال اطلاعنا على المصادر التي تناولتها بالتحقيق ألفيناها طريقة صوفية تندمج كل حين مع طريقة أخرى مناظرة لهاوتعليقا على ما ورد الذكر بالقلب أم باللسان وأحيانيا يكون بصوت جهوري فلابد من مريد أن يتخطى مشاعره للوصول إلى الحقائق الإلاهية لأنها تعيق هذا الوصول والسبيل الوحيد للنجاح في هذا الطريق هو العبادة التي تبدأ بتنفيذ الأعمال والتكاليف الإسلامية بما يتناسب والشريعة الإسلامية ثم يليها مرحلة غلإنغلاق على النفس وفيها يعبر الإنسان عن ذاته بإحساسه العميق الذي يتحقق له بانغلاقه على ذاته وهو ما يؤدي إلى ايقاظ الحب الخالص الذي يجعله يصل إلى الله تعالى.وفي زعمهم أن الانغلاق على النفس يحقق للمريد ثلاث مراحل في رقيه الروحي ارتقاء في قلب المريد معرفة النفس وإرداك حقيقتها الوصول إلى الله تعالى وثمة تأكيد على ما يعرف بالذكر الخفي في الطريقة النقشبندية والتركيز على أن يكون الذكر بالقلب الذي يطلق عليه القلب الصنوبري وعنده ما يسمى بالورد الخفي بعد صلاة الفجر وزعموا أن اللائق بالمبتدئ الذكر الجهري فإذا ما ترقى إلى المقامات العلى فلزام عليه أن ينتقل منه إلى الذكر الخفى.ومن ثم نفهم أن الذكر القلبى أكثر قيمة لديهم حيث يتجه القلب نحو المصدر الحقيقي في هذا الكون مرتقيا إلى هذه المنزلة بواسطة الذكر والعبادة الخاصة لله تعالى فأصبح الذكر الأساسي الأول الذي سارت عليه اليسوية والنقشبندية من بعدها وتلك دلالة أخرى على اتحاد في الأخذ بالإلهام الرباني وحقيقة الأمر أن كل من يطلع على المؤلفات الصوفية لأي طريقة كانت يلحظ هذا المنهج العلمي في مؤلفاتها لأن العلم في نظر الصوفية ليس الذي يتلقاه المرء في المدرسة بل هو إلهام رباني ومعرفة ذوقية يتلقاها السالك بعدما يرتقي بنفسه ويخلصها من أدرانها. وتسمو روحه عندئذ تشرق في قلبه هذه المعرفة إلهاما ونورا من عند الله.
وفي رأي أخر أن الطريقة النقشبندية ذاع صيتها منذ القرن الخامس حتي القرن التاسع للهجرة. وارتبط تاريخها بتاريخ الأسر التي حكمت التركستان آنذاك ودام رواجها بين القبائل التركمانية خلال القرنين السابع عشر والثامن عشر للميلاد فيما وراء بحر الخزر وشمال وغرب بحر القوقاز. كما انتشرت في داغستان والشيشان وأذربيجان. انضم إليها علية القوم من التجار والقادة العسكرين والمفكرين والشعراء الذين كانت لهم شهرة من أمثال الشاعر على شير النوائي، وعبد الرحمن الجامي وغيرهم. كما جذبت النقشبندية عامة الشعب والأهل القرى بأعداد لاتحصى لأنها لم تكن لتعرف التعصب، بل اتسمت بالتسامح. ولم تكن لتحرص على الزهد المطلق بل إن من ينتسب إليها بوسعه أن يتعايش مع المجتمع ويمارس حياته الاجتماعية بلاقيود وعرفت هذه الطريقة بالجهاد ومحاربة البوذية ثم تحول جهادها إلى محاربة الروس في منطقة وسط آسيا. ومن ثم كان انتشارها عنصرا أساسيا في الحياة السياسية والاجتماعية والثقافية. لها دورها الفعال المؤثر في مناطق نفوذها في داغستان وشرق أذربيجان. قد ساعد على القيم والتقاليد والمثل القويمة كما صانت التعاليم الإسلامية من الزيف والتشوية. وهذا بدوره أفضى إلى انتشارها في المناطق الشرقية والجنوبية من التركمان في وسط آسيا وكذا وادي فرغانة ومناطق القيرغيز ومنطقة خوارزم والقارقالباق.
ويتسائل فؤاد كوبرولي هل انتشرت حقا مناقب الشيح أحمد يسوي بين اتراك الغرب بعد أن عمت النقشبندية كل الأرجاء؟ ويجيب على نفسه قائلا:«لقد كان انتشار النقشبندية بين أتراك الغرب بعد رحيل الشيخ إلهي سماوي في النصف الثاني من القرن التاسع عشر الميلادي، أو في أواخر القرن العاشر للميلاد، وهو الأقرب إلى الصواب».إن من يتمعن في هذه الآراء يدرك حقيقة ما تحمله من معان. فالأتراك لم تعرفوا على الدين الإسلامي إلا عن طريق شيوخ المتصوفة الذين وفدو من بلادهم نازحين من وسط آسيا أو بلاد الفرس بسبب من غزوات المغول. ومن ثم نستطيع أن نقول إن التصوف تغلغل في نفوس الترك وكان له أبلغ الأثر في تفكيرهم ونمط حياتهم منذ فجر إسلامهم حتى يومنا الحاضر. ومن يقرأ التاريخ العثماني يدرك هذه الحقيقة فقد بني بنيان الدولة العثمانية وأقيم أساسها، وبل ورفرت بيارقها فوق كثير من بقاع العالم إلى أن وصلت إلى أوروبا بفضل حملها لواء الإسلام وتصديها للدعوة. ولما كانت دعوتها للإسلام دعوة مقدسة كان سلاطينها يلجأون إلى شيوخ التصوف لأخذ المشورة منهم وطلب المدد لأن شيوخ الصوفية في تلك الحقبة المبكرة من تاريخ الدولة العثمانية كانوا يتمتعون بنفوذ معنوي قوي على هؤلاء السلاطين والأمرء من الأتراك. فلم يكن السلطان العثماني ليقدم على الحرب أو فتح بلد من البلدان دون أن يرجع إلى رجال التصوف وشيوخه، وسؤالهم فيما يخصه من شأن وبالذات وقت الأزمات والحروب مع الأعداء. وذلك لمكانتهم الروحية في نفوس رجال الدولة. ولما كان اهتمام الترك بالمتصوفين اهتماماً بالغاً. حظى هؤلاء الشيوخ برعايتهم وحمايتهم لكي ينالوا منهم البركة والمدد على الدوام.والغريب أن فؤاد كوبرولي يسجل لنا في مؤلفاته أن هؤلاء الشيوخ كانوا يمدون السلاطين بفرق من الجنود المدربة غير النظامية، تلتحق بالجيوش النظامية وتقف إلى جانبها لتؤازرها حتى يتحقق لها النصر. والمدهش أنه أضاف أن عددا قليلا من الجنود يستطيعون فتح بلدا بأكملها بسيوف من الخشب.

### النقشبندية والملامية
تأتي المرحلة الثانية في التطور التاريخي للنقشبندية وهو علاقتها بالطريقة الملامية فثمة علاقة للنقشبندية بالملامية فيقول القائل:" إن الشيخ عبد الله الألهي أول من قام بنشر الطريقة النقشبندية في الدولة العثمانية في فترة ما بين 1481م/1512م وألف ما بين الطريقة النقشبندية والملامية وعاش على عهد السلطان العثماني بايزيد الثاني بن السلطان محمد الفاتح. نشأ عبد الله الألهي في قرى ة سيماو إحدي قرى الأناضول ارتحل إلى استانبول بعدما حصل علوما كثيرة فيها رخل إلى خرسان وأتم تحصيله للعلم على يد مولانا عائل الطوسي ثم مضى إلى سمرقند وأكمل سلوك الطريق الصوفي على يد عبيد الله أحرار ثم ذهب إلى بخارى ونهل من علم بهاء الدين نقشبند ثم عاود أدراجه إلى استانبول عمل بالتدريس في مدرسة "واردار يينجه سي" التي أمر بإنشائها غازي أفرانوس زاده في سلانيك، عاونه خليفته حسيني أمير أحمد بخاري في تدريس العلوم الدينية آنذاك وبذلا ما في وسعهما من جهد لنشر الطريقة النقشبندية. توفى عبد الله الإلهي في بلدة واردار عام 896هجريا كما لحق بربه أمير أحمد بخاري عام 922هجريا في استانبول، ودفن في التكية التي تقع في الجهة الغربية من جامع الفاتح.
جاء حيدر بابا في إثره، وبذل جهوده لنشر النقشبندية على عهد السلطان سليمان القانوني وفي رأي أنها دخلت الأناضول للمرة الأولى على يد عبد الله الألهي الذي اشتهر ب«ملا إلهي» كما أن التكية النقشبندية شيدت بسيماو، وهي من ضواحي مدينة الكداهية، يقال إنها شيدت في مدينة آماسيا عام 1404/1405م على الأراضي العثمانية وسميت بتكية محمود شلبي. كان أول من عين شيخا لها ركن الدين محمود البخاري، يعد أحد خلفاء شاة نقشبند. كما ورد في هذا الصدد أن النقشبندية التي أسسها بهاء الدين نقشبند، لها سلاسل تتصل بأبي بكر الصديق وعلي رضي الله عنهما. وازدهرت هذة الطريقة في المجتمع العثماني منذ أواخر عصر السلطان محمد الفاتح، هذا نقلا عن مؤلف تحت عنوان «عثمان بابا ولايت نامة سي»، أفاد فيه مؤلفه أنه كان يوجد للنقشبندية في هذة الفترة تكية بمدينة آق سراى وهي تقع في وسط الأناضول على مقربة من مدينة قونيا.ويضيف باحثنا هذا أن السلطان محمد الفاتح أولى أتباع النقشبندية بالغ اهتمامه حينما كانوا يعيشون بعيدا عن مناطق حكمه، فقام بدعوة كبار شيوخهم من أمثال نور الدين عبد الرحمن الجامي وعبيد الله أحرار وأمر بحمايتهم وتولى رعايتهم ليعاونوه ضد التهديد الشيعي من جانب الإيرانين والحد من نشر عقائدهم بين الترك أهل السنة ومهما يكن من أمر فإن ما أورده أكرم ايشن في مؤلفه يؤكد أن النقشبندية لم تكن تتجاوز حدود العاصمة العثمانية استانبول في أول نشأتها حتي ظهور الخالديين.وهو يضيف إلينا أن أول أثر من آثار النقشبندية في مدينة استانبول. يرجع إلى الجهود التي بذلها عبد الله الإلهي وخلفاؤه الخمسة الذين جاءوا في إثره وهم: أحمد البخاري وعابد شلبي ولطف الله الأسكوبي وبدر الدين بابا ومصلح الدين الطويل. حيث استطاع مصلح الدين الطويل أن يقنع أبي يزيد بن السلطان محمد الفاتح بالانتساب للطريقة، ومن ثم عرف ب«الصوفي أبي يزيد الولي». وبذل عابد شلبي ما وسعه من جهد للتأليف بين النقشبندية والملامية إلا أن ترسيخ دعائم النقشبندية الأحرارية بمدينة إستانبول في تلك المرحلة إنما تحقق بجهود أحمد اليخاري الذي يعد من أبرز خلفاء عبد الله الألهي وهو في الحقيقة الأمر زميله ورفيقه الذي ارتحل معه ألى سمر قند وانخرطا معا في سلك النقشبندية. ومن الواضح أن عبيد الله أحرار أخضعه لأوامر عبد الله الإلهي عندما كلفهما بنشر طريقته في استانبول، فلما عزم عبد الله الإلهي الرحيل إلى المناطق الغربية من الدول العثمانية لكى ينشر الطريقة النقشبندية ويروج لها، استخلفه في استانبول وأسند له رعاية الطريقة. ومن ثم ظهرت النقشبندية بزي جديد عرفت تحت لوائه ب«مجددية»، وعمت شهرتها أرجاء استانبول على يد من يدعي مراد بن على بن داود الأزبكي أحد خلفاء معصوم الفاروقي، ورغم إعاقته في قدميه، إلا إنه طاف أهم العواصم الإسلامية، ووافته المنية عام 1720م.

### النقشبندية الخالدية
دخلت النقشبندية مرحلتها الثالثة حسب تطورها التاريخي. تنسب النقشبندية في هذه المرحلة إلى خالد البغدادي، تذكر المصادر التركية أن خالد البغدادي، يتصل إلى عثمان بن عفان نسبا وإلى الإمام علي بن أبي طالب حسبا، ولد في بقره طاغ من بلاد شهرزور،  من أعمال السليمانية عام 1192م. كان من أبرز علماء عصره سيد عبد الكريم برزنجي في مدينة السليمانية، ومحمد الكذبري في الشام، اشتهر كل منهما بمؤلفاته في علوم التفسير والحديث، وقرض الشعر.أسند مصطفى الكردي القادري في دمشق خلافة الطريقة القادرية إليه في العراق، ارتحل خالد البغدادي من العراق إلى الهند عام 1225هجريا، إبان الاحتلال الإنجليزي للهند ولما قابل عبد الله الدهلوي شيخ الطريقة النقشبندية في الهند، أشرقت شمس المعرفة في قلبه. وعرفت تلك المرحلة في تاريخ الطريقة النقشبندية بالنقشبندية الخالدية نسبة له وكان لها الازدهار حتى بلغت أوج تطورها. حالف الحظ البغدادي حيث أرسي معالم الطريقة النقشبندية الخالدية بعدما أشرق العلم المعنوي في قلبه، وهو علم الصوفية الذي يتلقاه الصوفي عن طريق الإلهام بعد تصفيه القلب مما سوى الله. أجاز له عبد الله الدهلوي مشيخة الطريقة، وإقامة طقوس الطريقة النقشبندية الخالدية قائلا له:«أن خالد النقشبندي لم يداينه غيره من طلاب العلم الصوفي، قدم إليه من الكردستان لإعلاء شأن النقشبندية الخالدية، فجعلته في صدارة علماء الدين، إنه قضى في خلوته عشرة شهور، هجر عادته وحظوظ نفسه، وسعى سعيا حثيثا على مداومة ذكر الله الذي زين فؤاده، وبفضل الله وبحمده أتم سلوكه الطريق الروحي على يد كبار الشيوخ، ونال رعايتهم وقبولهم إياه، وعلا ذكره لديهم. وحالفه التوفيق كما استطاع بعون الله أن يمحو وجوده وينفي في الله ويبقى بالله بإصلاح لطائفه. فأصبح جسده مفعما بمشاهدة الأنوار اللطيفة. ونحن إذ بصدد إعلام الخلائق بهيئته الوجدانية» ويشهد هنا عبد الله الدهلوي برقيه الروحي واجتيازيه مراحل سلوكية معينة أهلته لرئاسة النقشبندية في بلاد الشام. فثمة رباط مقدس يربط شيوخ النقشبندية في سائر الأنحاء الأ وهو العلم الصوفي.
وهم لا يصرحون بحقيقة اتجاههم الديني لئلا يتدخل في شئونهم الآخرون. أو ينكر عليهم حالهم وعقيدتهم. كما أنهم متأثرون بفكر فلسفي نكاد نعدمه عند كثير من الطرق الصوفية. فهم يفسرون مراحل سلوكهم تفسيرا فلسفيا مقنعا. والمدهش في ذلك أنهم يجدون الآيات القرآنية التي تؤكد ما يذهبون إليه من رأي. لما عاد خالد النقشبندي من الهند بدأ يروج لركن جديد للطريقة يعرف بالرابطة ولم يكن شيئا معروفا في الطرق الصوفية التي انتشرت في المجتمعات الأعجمية في الممكلة العثمانية مما أثار ضجة هائلة في سائر البلاد. وتحققت الشهرة للخالدية وأصبح أساس طريقتهم ما يعرف بالرابطة وتعني ربط قلوبهم بالله وتعلقها به، فهم يولون وجوههم إلى الله تجاه القبلة إينما كانوا، ويقرأون سورة الإخلاص والشرح أولا ثم يبدأون ذكر الله بالقلب أي بلا صوت ولا كلام لأنهم يحبذون الذكر القلبي عن الذكر الجهري. ويذهبون إلى أنهم بهذا الذكر يتولد النور في قلوبهم فهي كمنصرفة إلى ذكر الله على الدوام ولايسبحون سوي بذكر اسم الذات ليس إلا من أعماق قلوبهم. ثم يتلون ما تيسر من آى الذكر الحكيم وينشدون بعض الإلهيات وهي نمط من الشعر الديني يناجون فيه المولى عز وجل يؤديها منشدوهم بأداء يهز القلوب ويحرك المشاعر ويقع في النفس موقعا حسنا غير عازفين بأي من آلات الطرب ويوصي شيوخهم المريدين بصحبة العلماء والصالحين، ويحبذون ارتداء ملابسهم التقليدية التي أصبحت عرفا لديهم.
أما عن المصادر التي تدعي أن خالدا جاء بنهج جديد للنقشبندية حيث نشر روح الزهد والتقوى بفضل طريقته فقلت أحداث السرقة والنهب والقتل وساد الهدوء والأمان في المنطقة الكردية في العراق. فهذا له أساسه الصحيح واختفت الجرائم بتأثير خالد البغدادي وطريقته النقشبندية الخالدية بسبب من الطاعة المطلقة التي أظهرتها جماهير النقشبندية له ولخلفائه. ويؤكد كاتبنا أن هذا يرجع إلى تركيزهم على نمط خاص لهم من الذكر يعرف ب«رابطة الشيخ». فكانت المنطقة الكردية يهددها قطاع الطرق وكثيرا ما تعرضت لأعمال السلب والنهب وبعد أن انخرط الأكراد في سلك النقشبندية لوحظ هدوء عجيب في أحداث السلب والسرقة وخفت حدة الجرائم في مناطق تواجدهم ويذهب هذا الباحث إلى أن هذا الذكر الذي يعرف لديهم بالرابطة له أثره العميق في تهدئة الأعصاب وقتل نوازع الشر والعدوان في النفس البشرية. ويسرد كاتبنا هذا سردا مطولا عن هذه التطورات التي شهدتها النقشبندية في تركيا. فيرى أنه ما من شيخ من شيوخهم يهتم بتطبيق الرابطة إلا وارتفع شأنه وذاع صيته ودامت المشيخة في أسرته تتوارثها جيلا بعد جيل كالأرواسيينوأتباعهم من شيوخالأكراد والترك والغاية من الأدعية إنما هي ترويض المريد على تبعية الشيخ والإستسلام له بكل ما يملك من مال وجاه وروح بكامل الرضا والإخلاص.
كان للنقشبندية دورها السياسي الذي تجلى في مساندتها للدولة العثمانية ضد الثورات التيكانت تندلع على أرضيها بين الفينة والفينة ز فثمة تلميحات في مصادر شتى تشير مناطق نفوذها الأخرى لرفعة شأن العقيدة الإسلامية. وهذا ما ألفيناه بالفعل في نشاط النقشبندية في الدفاع عن المذهب السني والحد من المد الشيعي الإيراني إبان حكم الدولة العثمانية التي طالما صانت المذهب السني وبذلت ما وسعها من جهد لتحجيم النشاط الشيعي الإيراني.
وكان للنقشبندية دور في إخماد الحركة الوهابية التي تمثل الفكر السلفي وقد استغلت الدولة العثمانية التنافر الديني بين الفريقين أيماستغلال وحرضت خالد البغدادي ضد الوهابيين.
ومما يدل على شيوع الطريقة في أراضي الدولة العثمانية على أواخر عهدها وجود خمسة وستين تكية نقشبندية في استانبول وحدها ويسجل المؤلفون من الترك أن الطريقة النقشبندية خدمت الثقافة التركية وسجلت في تراثها الأدبي المعارف والموروثات الشعبية التركية.

## الانتشار
- تركيا من أكبر الطرق الصوفية من حيث عدد المنتسبين، وتتخذ من جامع إسكندر باشا بحي محمد الفاتح في مدينة إسطنبول المركز الرئيسي لها ويترأسها محمود أسعد جوسشان، وهناك جماعات أخرى ولا تختلف عن بعضها كثيراً مثل: جماعة إسماعيل أغا، وجماعة يحيالي، وجماعة أران كوي وأوقاف المرادي. وقد أسهمت جماعة إسكندر باشا في تأسيس عام 1970، وحزب الإنقاذ الوطني عام 1972، اللذين أشرف على تأسيسهما رئيس الوزراء التركي السابق نجم الدين أربكان، كما أن رئيس حزب الفضيلة الذي تأسس بعد حظر حزب الرفاه عام 1997 محمد رجائي قوطان له صلة قوية بالطريقة النقشبندية. كان للطريقة دورها الكبير في إقناع الشعب التركي بالتصويت على دستور عام 1982، كما إستخدمتها العديد من الحكومات التركية لتمرير بعض القرارات السياسية.[1]
- كردستان العراق يعتبر ضياء الدين خالد حسين المعروف باسم مولانا خالد النقشبندي هو مؤسس الطريقة النقشبندية بداية من عام 1808. واستطاعت هذه الطريقة أن تفرض نفسها في كردستان بعد صراع مع أتباع الطريقة القادريةالمنسوبة إلى عبد القادر الجيلاني. وفي فترة الاحتلال الأميركي للعراق ظهرت جماعة صوفية مقاتلة انخرطت في العمل المقاوم للوجود الأميركي عبر كيان سمى نفسه جيش رجال الطريقة النقشبندية.[1]

## مراتب النفس عند النقشبندية
وللنفس سبع مراتب في عقيدتهم، حسب تأثرها بالمجاهدات، وهي:

### النفس الأمارة
تميل للشهوات وترغب في اللذات وتجذب القلب لإسفل وهي منبع للشر والأخلاق الذميمة كمثل الحقد والحرص والحسد والغضب والبخل.

### النفس اللوامة
تنورت بنور القلب فهي تارة تقترف المعاصي ثم تندم وتلوم نفسها وهي منبع الندامة لإنها منبع الهوى وتتصف بالحرص.

### النفس المطمئنة
تخلت عن صفاتها الذميمة ووصلت للكمالات انتقل صاحبها من التلوين إلى التمكين يخاطب الناس عن بعد لتعلقه بالحق تعالى.

### النفس الملهمة
ألهمها الله تعالى العلم والتواضع والقناعة والسخاء هي منبع الصبر والتحمل والشكر.

### النفس الراضية
رضيت عن الله وتحقق فيها قوله تعالى: «رضي الله عنهم ورضو عنه» وشأنها في هذا التسليم والتلذذ بالحيرة.

### النفس المرضية
رضي الله تعالى عنها ويبدو فيها أثر رضاه وهي منبع الكرامة والإخلاص والذكر ويقال إن السالك في هذة المرتبة يضع الخطوة الأولى في معرفة الله تعالى ويظهر فيها تجلى الأفعال.

### النفس الكاملة
صارت للكمالات طبعا وسجية ولازالت ترتقي في الكمال وتؤمر بالرجوع للعباد لإرشادهم وتكميلهم ومقامها مقام تجليات الأسماء والصفات حالها البقاء بالله تسير بالله إلى الله وترجع من الله إلى الله ليس لها من مولى سواه تستقي علومها منه تعالى.